# Bergsjön (Vilhelmina socken, Lappland)
Bergsjön är en sjö i Vilhelmina kommun i Lappland och ingår i Ångermanälvens huvudavrinningsområde. Sjön är 13,9 meter djup, har en yta på 3,36 kvadratkilometer och är belägen 474 meter över havet. Sjön avvattnas av vattendraget Vojmån.

## Delavrinningsområde
Bergsjön ingår i det delavrinningsområde (723646-149440) som SMHI kallar för Utloppet av Bergsjön. Medelhöjden är 529 meter över havet och ytan är 18,72 kvadratkilometer. Räknas de 73 avrinningsområdena uppströms in blir den ackumulerade arean 711,69 kvadratkilometer. Vojmån som avvattnar avrinningsområdet har biflödesordning 2, vilket innebär att vattnet flödar genom totalt 2 vattendrag innan det når havet efter 408 kilometer. Avrinningsområdet består mestadels av skog (80 procent). Avrinningsområdet har 3,39 kvadratkilometer vattenytor vilket ger det en sjöprocent på 18,1 procent.